# Haplochromis rudolfianus
Haplochromis rudolfianus é uma espécie de peixe da família Cichlidae.
É endémica do Quénia.
Os seus habitats naturais são: lagos de água doce.